# Zerstörergeschwader 144
Das Zerstörergeschwader 144 war ein Verband der Luftwaffe der Wehrmacht vor dem Zweiten Weltkrieg.

## Aufstellung
Die I. Gruppe des Zerstörergeschwaders 144 bildete sich im Rahmen der Aufrüstung der Luftwaffe am 1. Januar 1939 durch Umbenennung der I. Gruppe des Jagdgeschwaders 144 in Gablingen (Lage). Ein Geschwaderstab oder weitere Gruppen existierten nicht. Die I. Gruppe war anfangs mit der Messerschmitt Bf 109D ausgestattet.

## Geschichte
Da die I. Gruppe nicht die für ein Zerstörergeschwader vorgesehene zweimotorige Messerschmitt Bf 110 erhalten hatte, übte sie mit der vorhandenen einmotorigen Messerschmitt Bf 109. Das Geschwader war am 1. Februar 1939 der 5. Fliegerdivision der Luftflotte 3 unterstellt. Am 1. Mai 1939 trat das neue Benennungsschema der Luftwaffe in Kraft. Aufgrund dessen firmierte die I. Gruppe in die II. Gruppe des Zerstörergeschwaders 76 um. Damit hatte das Geschwader aufgehört zu bestehen.

## Gruppenkommandeure
I. Gruppe
- Hauptmann Walter Schmidt-Coste, 1. Januar 1939 bis 1. Mai 1939[2]